# Wöllstadt
Wöllstadt est une municipalité allemande située dans le land de la Hesse et l'arrondissement de Wetterau.